# Valerio Peretti Cucchi
Valerio Peretti Cucchi (Novara, 20 ottobre 1956 – Novara, 19 gennaio 2003) è stato un autore televisivo, teatrale e autore e conduttore radiofonico italiano.
Dal 1990 entra a far parte del gruppo di autori di Antonio Ricci, nella redazione di Striscia la notizia e Paperissima di Canale 5, diventandone negli anni un autore storico.
Molto prolifico, ha spaziato dal teatro al cabaret, dal fumetto alla radio, dalla musica al cinema coltivando numerose collaborazioni con grandi professionisti del panorama artistico italiano.
Muore il 19 gennaio 2003 stroncato da un infarto.

## Carriera

### Televisione
1988
Da quest'anno e negli anni a seguire sono state diverse le collaborazioni televisive in qualità di autore: per le reti Rai i varietà Tirami su e Improvvisando su Rai 2 e Cocco su Raiuno. Look of the Year per Italia 1, Le altre notti per Italia 7.
1990
Nell'autunno del '90 - dopo essere stato "visionato" come autore comico attraverso i testi rappresentati da alcuni comici gravitanti attorno al Festival del Cabaret di Loano - viene chiamato da Antonio Ricci nella sua redazione.
Inserito come autore "in prova" per un anno nella redazione della neonata Striscia la Notizia di Canale 5.
La "prova" andò bene e Valerio divenne negli anni autore storico del gruppo di autori di Antonio Ricci per le produzioni di Striscia la Notizia e Paperissima.
1991
Nell'estate è autore della trasmissione su Canale 5 "Il Tg delle Vacanze" - condotto dai "Trettre" - collocata nel palinsesto estivo nella fascia oraria di Striscia.
1992
Realizza sia per le reti televisive Rai che Fininvest alcuni speciali.
Tra questi "La canzone del secolo", Rai 1 da Genova per le celebrazioni dei 500 anni dalla scoperta dell'America dove cura testi, casting e gli interventi filmati del gruppo di danza degli ISO.

### Radio
1997
Per Rai Radiodue ha scritto e condotto Aspettando Settembre con Gianni Fantoni (suo grandissimo amico), Daniele Lucca, Marco Della Noce, Margherita Antonelli, Diego Parassole, Francesco Foti
1999 - 2002
Per Rai Radio Due, ha ideato e condotto Carta di Riso e Facoltà di Riso- programmi radiofonici scritti con Fabrizia Boiardi e Gianni Fantoni fino all'ultima edizione dell'estate 2002.
2003 - 2004
In dicembre va in onda su Rai Radio 3 il lavoro radiofonico a puntate "Un'ape da una tonnellata", vita e morte di John Belushi, recitato da Paolo Rossi.
Questo lavoro è l'ultima scrittura di Valerio, ultimata nel gennaio 2003 e successivamente resa radiodramma da Annarita Peretti Cucchi che ha portato a termine il progetto con Paolo Rossi e grazie alla collaborazione di Fabrizia Boiardi di Rai Radio 2.

### Teatro
1985
Inizia a collaborare con il "Teatro Instabile" di Genova scrivendo i testi di alcuni dei comici che partecipano in quegli anni al festival Nazionale del Cabaret di Loano.
Da quest'anno inizia la sua collaborazione con l'attore Mario Zucca, diventando autore dei suoi monologhi teatrali.
1988
"Il sole è tramontato sul PaBuZu", monologo scritto con un altro noto autore Piero Ferraris, portato in teatro da Mario Zucca, debutta a novembre presso Bologna.
1990
In questo anno debutta Burattino Sotterraneo, ovvero una rivisitazione ironica delle avventure di Pinocchio.
1991
Lavori di questi anni per il teatro: "Non abbattetemi l'angelo custode" regia di Dino Desiata e "Profumo di terra" per la regia di Giancarlo Muratori.
1993
- "Madre che coraggio" con Mario Zucca
- "Con tutto il cuore" per la regia di Francesco Guadagni
- "Realtà Periferiche" per la regia di Massimo Navone.

2001
Partecipa con il suo testo "Buongiorno Bruno" alla Maratona di Milano, patrocinata dalla Triennale, a tema "il Giorno e la Notte". Con Paolo Pierobon per la regia di Massimo Navone.
2003
Il 4 febbraio si svolge la prima teatrale al Teatro Ciak di Milano del suo lavoro "Anche alle balene piacciono le carezze", con interpreti Max Pisu e Debora Villa, cui segue la tournée in tutta Italia.
2005
"La morte dei comici" lavoro teatrale scritto con Lorenzo Beccati viene prodotto e messo in scena da l'Artistica con Maurino Di Francesco e Max Laudadio.